# Liste der Baudenkmäler in Waakirchen

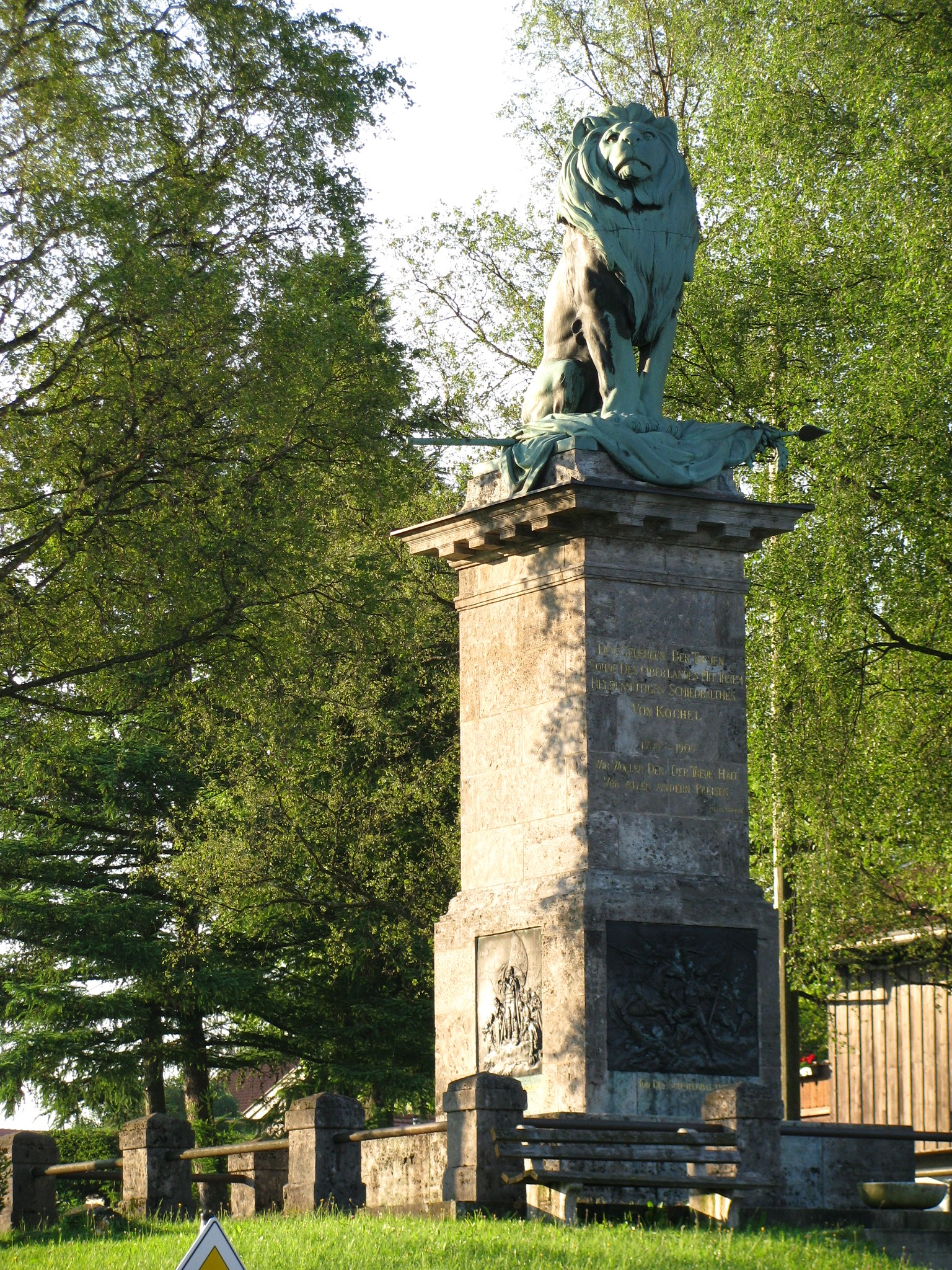
Oberländerdenkmal in Waakirchen

Auf dieser Seite sind die Baudenkmäler in der oberbayerischen Gemeinde Waakirchen zusammengestellt. Diese Tabelle ist eine Teilliste der Liste der Baudenkmäler in Bayern. Grundlage ist die Bayerische Denkmalliste, die auf Basis des Bayerischen Denkmalschutzgesetzes vom 1. Oktober 1973 erstmals erstellt wurde und seither durch das Bayerische Landesamt für Denkmalpflege geführt wird. Die folgenden Angaben ersetzen nicht die rechtsverbindliche Auskunft der Denkmalschutzbehörde.

## Baudenkmäler nach Ortsteilen

### Waakirchen
| Lage                                                                | Objekt                                                           | Beschreibung | Akten-Nr.     | Bild                                                             |
| ------------------------------------------------------------------- | ---------------------------------------------------------------- | --- | ------------- | ---------------------------------------------------------------- |
| Am Angerbach 4 a, 4 b, 4 c, 4 d (Standort)                          | Ehemaliges Bauernhaus                                            | Flachsatteldachbau mit Blockbau-Obergeschoss, traufseitiger Laube und Giebellaube, im Kern 18. Jahrhundert, 1904 Dach aufgesteilt und Lauben erneuert | D-1-82-134-2  | Ehemaliges Bauernhaus                                            |
| Am Angerbach 6 (Standort)                                           | Ehemaliges Bauernhaus                                            | Flachsatteldachbau mit Blockbau-Obergeschoss, traufseitiger Laube und Giebellaube, im Kern Ende 17. Jahrhundert, Ende 19. Jahrhundert Dach aufgesteilt und Lauben erneuert                                                                               | D-1-82-134-3  | Ehemaliges Bauernhaus                                            |
| Brunnenweg 1 (Standort)                                             | Wohnteil eines ehemaligen Einfirsthofs                           | Zweigeschossiger Flachsatteldachbau mit Blockbau-Obergeschoss, umlaufender Laube und teilverschalter Giebellaube, bezeichnet 1767, Dachstuhl erneuert.                                                                                                   | D-1-82-134-4  | weitere Bilder                                                   |
| Frauenreiter Weg 2 (Standort)                                       | Bildstock                                                        | Tuffpfeiler mit Laternenaufsatz, 2. Hälfte 16. Jahrhundert | D-1-82-134-5  | Bildstock                                                        |
| Lindenschmitweg 1 (Standort)                                        | Pfarrhaus                                                        | Zweigeschossiger historisierender Walmdachbau mit Putzgliederung und Treppenturm, 1917; Remise, erdgeschossiger Satteldachbau, 1917 | D-1-82-134-79 | Pfarrhaus                                                        |
| Lindenschmitweg 5 (Standort)                                        | Wohnteil des ehemaligen Bauernhauses                             | Zweigeschossiger Blockbau mit Flachsatteldach, umlaufender Laube und teilverschalter Giebellaube, 2. Viertel 18. Jahrhundert, Dach und Laube erneuert | D-1-82-134-6  | weitere Bilder                                                   |
| Lindenschmitweg 7 (Standort)                                        | Katholische Pfarrkirche Sankt Martin                             | Barocker Saalbau mit eingezogenem Chor und westlichem Zwiebelturm, im Kern spätgotisch, nach Brand 1737 erneuert; mit Ausstattung | D-1-82-134-1  | weitere Bilder                                                   |
| Miesbacher Straße (Standort)                                        | Bildstock                                                        | Kleines Satteldachhäuschen, 18. Jahrhundert | D-1-82-134-19 | Bildstock                                                        |
| Schaftlacher Straße 5 (Standort)                                    | Ehemaliges Kleinbauernhaus                                       | Zweigeschossiger Blockbau mit umlaufender Laube und verschalter Giebellaube, bezeichnet 1737 | D-1-82-134-8  | Ehemaliges Kleinbauernhaus                                       |
| Schaftlacher Straße 6 (Standort)                                    | Gedenktafel                                                      | Hölzernes Relief mit Inschriftentafel, wohl 1905 angebracht; für Balthasar Mayr (1644–1705), genannt Schmied-Balthes, den sogenannten Schmied von Kochel                                                                                                 | D-1-82-134-9  | Gedenktafel                                                      |
| Schaftlacher Straße 15 (Standort)                                   | Wohnteil des ehemaligen Bauernhauses                             | Flachsatteldach-Blockbau mit massivem südöstlichen Erdgeschoss und umlaufender Laube, im Kern 2. Hälfte 17. Jahrhundert | D-1-82-134-10 | Wohnteil des ehemaligen Bauernhauses                             |
| Schaftlacher Straße 19 (Standort)                                   | Wegkreuz                                                         | Hölzerner gefasster Kruzifix unter Wettermantel, 18. Jahrhundert | D-1-82-134-11 | Wegkreuz                                                         |
| Schmied-Balthes-Straße 4 (Standort)                                 | Ehemaliges Bauernhaus                                            | Flachsatteldachbau mit Blockbau-Obergeschoss, umlaufender Laube und teilverschalter Giebellaube, im Kern 18. Jahrhundert, Dach modern aufgesteilt, Wirtschaftsteil zu Wohnzwecken modern ausgebaut                                                       | D-1-82-134-12 | Ehemaliges Bauernhaus                                            |
| Schmied-Balthes-Straße 9 (Standort)                                 | Ehemaliges Schulhaus, zwischenzeitlich Bauernhof, jetzt Wohnhaus | Zweigeschossiger Schopfwalmdachbau mit zwei Giebelbalkonen, erbaut 1820, ehemals Wirtschaftsteil zu Wohnzwecken modern ausgebaut | D-1-82-134-13 | Ehemaliges Schulhaus, zwischenzeitlich Bauernhof, jetzt Wohnhaus |
| Tölzer Straße (bei der Abzweigung der Tegernseer Straße) (Standort) | Oberländerdenkmal, Gefallenen- und Kriegerdenkmal                | Kupferne monumentale Löwenfigur auf hohem steinernen Sockel mit eingelassenen Bronzereliefs, Figur von Anton Schmid, Sockel mit Reliefs von Anton Kaindl, 1905; zur Erinnerung an die Gefallenen der Bauernschlacht 1705 und der Kriege 1866 und 1870/71 | D-1-82-134-18 | weitere Bilder                                                   |
| Tölzer Straße 14 (Standort)                                         | Ehemaliger Einfirsthof                                           | Flachsatteldachbau mit Blockbau-Obergeschoss, umlaufender Laube und teilverschalter Giebellaube, im Kern 18. Jahrhundert, teilweise modern verändert; Wegkreuz, gefasstes hölzernes Kruzifix mit Madonna unter Wettermantel, 18. Jahrhundert             | D-1-82-134-14 | Ehemaliger Einfirsthof                                           |
| Tölzer Straße 21 (Standort)                                         | Bauernhaus                                                       | Flachsatteldach mit Blockbau-Obergeschoss, umlaufender Laube und teilverschalter Giebellaube, 18. Jahrhundert, Dach Ende 19./Anfang 20. Jahrhundert aufgesteilt                                                                                          | D-1-82-134-16 | Bauernhaus                                                       |
| Tölzer Straße 23 (Standort)                                         | Wohnteil des ehemaligen Bauernhauses                             | Flachsatteldachbau mit Blockbau-Obergeschoss, umlaufender Laube und verschalter Giebellaube, 18. Jahrhundert, Dach Ende 19. Jahrhundert aufgesteilt | D-1-82-134-17 | Wohnteil des ehemaligen Bauernhauses                             |

### Berg
| Lage                 | Objekt                                           | Beschreibung | Akten-Nr.     | Bild                                             |
| -------------------- | ------------------------------------------------ | --- | ------------- | ------------------------------------------------ |
| Berg 6, 7 (Standort) | Hofkapelle Sankt Maria, sog. Hofmoarkapelle      | Kleiner Satteldachbau, 1. Hälfte 18. Jahrhundert; mit Ausstattung | D-1-82-134-21 | weitere Bilder                                   |
| Berg 8 (Standort)    | Blockbau-Oberstock eines ehemaligen Bauernhauses | Mitte 17. Jahrhundert, 1981 vom Nachbargrundstück Nr. 7 transferiert; Inneneinrichtung teils original | D-1-82-134-76 | Blockbau-Oberstock eines ehemaligen Bauernhauses |
| Berg 9 (Standort)    | Bauernhaus                                       | Flachsatteldachbau mit Blockbau-Obergeschoss, umlaufender Laube und teilverschalter Giebellaube, 18. Jahrhundert, Dach modern aufgesteilt | D-1-82-134-23 | weitere Bilder                                   |
| Berg 16 (Standort)   | Bauernhaus                                       | Flachsatteldachbau mit Blockbau-Obergeschoss, umlaufender Laube und teilverschalter Giebellaube, 18. Jahrhundert, Dach modern aufgesteilt; Getreidekasten, Blockbau über Tuffquadern mit Flachsatteldach, 2. Hälfte 18. Jahrhundert, mit angeschleppter moderner Erweiterung | D-1-82-134-24 | weitere Bilder                                   |

### Haslach
| Lage                 | Objekt     | Beschreibung | Akten-Nr.     | Bild       |
| -------------------- | ---------- | --- | ------------- | ---------- |
| Haslach 1 (Standort) | Bauernhaus | Flachsatteldachbau mit Blockbau-Obergeschoss, umlaufender Laube und teilverschalter Giebellaube, letztes Viertel 18. Jahrhundert, Dach modern aufgesteilt. | D-1-82-134-26 | Bauernhaus |

### Hauserdörfl
| Lage                            | Objekt                          | Beschreibung | Akten-Nr.     | Bild                   |
| ------------------------------- | ------------------------------- | --- | ------------- | ---------------------- |
| Kronimusweg 4 (Standort)        | Ehemaliges Bauernhaus, Wohnteil | Zweigeschossiger Flachsatteldach-Blockbau mit umlaufender Laube und Giebellaube, 2. Hälfte 17. Jahrhundert, Fenster und Sterntüre 18. Jahrhundert, Dach gehoben Mitte 19. Jahrhundert; Wirtschaftsteil, zweigeschossig mit verbrettertem Obergeschoss, im Kern um 1800, 1835 (bezeichnet) umgebaut und erweitert | D-1-82-134-27 | weitere Bilder         |
| Tegernseer Straße 74 (Standort) | Ehemaliger Einfirsthof          | Flachsatteldachbau mit Blockbau-Obergeschoss, umlaufender Laube, teilverschalter Giebellaube und Bundwerk am Wirtschaftsteil, 18. Jahrhundert, Dach modern aufgesteilt | D-1-82-134-28 | Ehemaliger Einfirsthof |
| Tegernseer Straße 75 (Standort) | Bauernhaus                      | Wohnteil eines ehem. Bauernhauses, zweigeschossiger Flachsatteldachbau, in großen Teilen als Blockbau, 1530–40, Dachwerk letztes Viertel 18. Jh. | D-1-82-134-80 | Bauernhaus             |

### Hirschstätt
| Lage                      | Objekt                                   | Beschreibung | Akten-Nr.               | Bild                                     |
| ------------------------- | ---------------------------------------- | --- | ----------------------- | ---------------------------------------- |
| Flur Raßhof (Standort)    | Bildstock                                | Tuffpfeiler mit Laternenaufsatz, 2. Hälfte 16. Jahrhundert                                                                                           | D-1-82-134-32           | Bildstock                                |
| Hirschstätt 1 (Standort)  | Kapelle Sankt Sylvester, sog. Freikirchl | Achteckiger barocker Zentralbau mit schindelgedeckter Kuppel und zentralem Zwiebeldachreiter, 1650; mit Ausstattung                                  | D-1-82-134-30           | Kapelle Sankt Sylvester, sog. Freikirchl |
| Hirschstätt 12 (Standort) | Ehemaliges Bauernhaus                    | Flachsatteldachbau mit Blockbau-Obergeschoss, umlaufender Laube und teilverschalter Giebellaube, 2. Hälfte 18. Jahrhundert, Dach modern aufgesteilt; | D-1-82-134-31           | weitere Bilder                           |
| Hirschstätt 12 (Standort) | Ehemaliges Bauernhaus                    | Getreidekasten, in verbrettertem Flachsatteldachbau eingestellter Blockbau, 18. Jahrhundert                                                          | D-1-82-134-31 zugehörig | Ehemaliges Bauernhaus                    |

### Piesenkam
| Lage                              | Objekt                                                          | Beschreibung | Akten-Nr.     | Bild                                      |
| --------------------------------- | --------------------------------------------------------------- | --- | ------------- | ----------------------------------------- |
| Sachsenkamer Straße 3 (Standort)  | Katholische Filialkirche St. Jakobus der Ältere                 | Spätgotischer Saalbau mit eingezogenem Chor und westlichem barocken Zwiebelturm, 15./16. Jahrhundert, 1784 barockisiert; mit Ausstattung | D-1-82-134-40 | weitere Bilder                            |
| Sachsenkamer Straße 7 (Standort)  | Bauernhaus                                                      | Flachsatteldachbau mit Blockbau-Obergeschoss, zweiseitig umlaufender Laube und teilverschalter Giebellaube, Anfang 19. Jahrhundert | D-1-82-134-43 | weitere Bilder                            |
| Sachsenkamer Straße 10 (Standort) | Wohnteil des ehemaligen Bauernhauses                            | Flachsatteldachbau mit verputztem Blockbau-Obergeschoss, traufseitiger Laube und teilverschalter Giebellaube, Ende 18. Jahrhundert, Dacherhöhung mit Blockbau-Kniestock 19. Jahrhundert zweigeschossiger Frackdachbau mit lünettendurchfenstertem Kniestock, traufseitiger Laube und Giebellaube, wohl 1883, im Kern älter, südlich angeschleppter Anbau 1902. | D-1-82-134-42 | Wohnteil des ehemaligen Bauernhauses      |
| Sachsenkamer Straße 20 (Standort) | Bauernhaus                                                      | Wohnteil des ehemaligen Bauernhauses und der ehemaligen Molkerei, zweigeschossiger Frackdachbau mit lünettendurchfenstertem Kniestock, traufseitiger Laube und Giebellaube, wohl 1883, im Kern älter, südlich angeschleppter Anbau 1902. | D-1-82-134-44 | weitere Bilder                            |
| Sachsenkamer Straße 28 (Standort) | Wohnteil des ehemaligen Kleinbauernhauses                       | Flachsatteldach wohl mit verputztem Blockbau-Obergeschoss, traufseitiger Laube und Giebellaube, um 1830/40. | D-1-82-134-45 | Wohnteil des ehemaligen Kleinbauernhauses |
| Sachsenkamer Straße 30 (Standort) | Ehemaliges Bauernhaus, jetzt Gasthaus                           | Zweigeschossiger Satteldachbau mit Kniestock, Giebellaube und Putzgliederung in Neurenaissance-Formen, Ende 19. Jahrhundert, Wirtschaftsteil zu Wohnzwecken modern ausgebaut | D-1-82-134-75 | Ehemaliges Bauernhaus, jetzt Gasthaus     |
| Waakirchner Weg 5 (Standort)      | Wohnteil des Bauernhauses                                       | Flachsatteldachbau mit verputztem Blockbau-Obergeschoss, traufseitigen Lauben und verbretterter Giebelseite, bezeichnet 1790 | D-1-82-134-46 | Wohnteil des Bauernhauses                 |
| Warngauer Straße 80 (Standort)    | Wallfahrtskapelle Sankt Gregor d. Gr., sogenannte Allgaukapelle | stattlicher Satteldachbau mit eingezogenem Chor und Dachreiter, erbaut 1668, 1772 barockisiert; mit Ausstattung | D-1-82-134-41 | weitere Bilder                            |

### Rieder
| Lage                | Objekt                             | Beschreibung | Akten-Nr.     | Bild           |
| ------------------- | ---------------------------------- | --- | ------------- | -------------- |
| Rieder 1 (Standort) | Einfirsthof                        | Flachsatteldachbau mit Blockbau-Obergeschoss, umlaufender Laube, teilverschalter Giebellaube und Traufbundwerk am Wirtschaftsteil, bezeichnet 1735, Veränderungen 2. Viertel 19. Jahrhundert | D-1-82-134-50 | Einfirsthof    |
| Rieder 3 (Standort) | Wohnteil des Bauernhauses          | Flachsatteldachbau mit nordseitig verputztem Blockbau-Obergeschoss, umlaufender Laube und teilverschalter Giebellaube, bezeichnet 1729                                                       | D-1-82-134-51 | weitere Bilder |
| Rieder 5 (Standort) | Hofkapelle Sankt Antonius v. Padua | Kleiner Satteldachbau mit Lüftlmalereien, bezeichnet 1815; mit Ausstattung | D-1-82-134-49 | weitere Bilder |

### Riedern
| Lage                     | Objekt                               | Beschreibung | Akten-Nr.     | Bild                                 |
| ------------------------ | ------------------------------------ | --- | ------------- | ------------------------------------ |
| Nähe Feldmann (Standort) | Weg- und Hofkapelle                  | Kleiner Satteldachbau mit Schindeldach, um 1800 | D-1-82-134-52 | weitere Bilder                       |
| Riedern 21 (Standort)    | Wohnteil des ehemaligen Bauernhauses | Flachsatteldachbau mit Blockbau-Obergeschoss, umlaufender Laube und Giebellaube, letztes Viertel 18. Jahrhundert, Dach modern aufgesteilt. | D-1-82-134-54 | Wohnteil des ehemaligen Bauernhauses |
| Riedern 25 (Standort)    | Bauernhaus                           | Flachsatteldachbau mit Blockbau-Obergeschoss, umlaufender Laube und teilverschalter Giebellaube, wohl 3. Viertel 17. Jahrhundert, Dach modern aufgesteilt | D-1-82-134-55 | Bauernhaus                           |
| Riedern 31 (Standort)    | Bauernhaus                           | Flachsatteldachbau mit Blockbau-Obergeschoss, umlaufender Laube und teilverschalter Giebellaube, letztes Viertel 18. Jahrhundert, Dach Anfang 20. Jahrhundert aufgesteilt | D-1-82-134-56 | Bauernhaus                           |
| Riedern 40 (Standort)    | Ehemaliges Bauernhaus                | Flachsatteldachbau mit Blockbau-Obergeschoss, umlaufender Laube und teilverschalter Giebellaube, letztes Viertel 18. Jahrhundert | D-1-82-134-57 | Ehemaliges Bauernhaus                |
| Riedern 51 (Standort)    | Bauernhaus                           | Zweigeschossiger Blockbau mit Flachsatteldach, umlaufender Baluster- und teilverschalter Giebellaube, Mitte 17. Jahrhundert, umlaufende Laube 18./19. Jahrhundert umlaufender Laube und teilverschalter Giebellaube, 1. Hälfte 17. Jahrhundert, Ende 18. Jahrhundert teilweise verändert | D-1-82-134-58 | Bauernhaus                           |
| Riedern 55 (Standort)    | Ehemaliges Bauernhaus                | Zweigeschossiger Blockbau mit Flachsatteldach, umlaufender Laube und teilverschalter Giebellaube, 1. Hälfte 17. Jahrhundert, Ende 18. Jahrhundert teilweise verändert. | D-1-82-134-59 | Ehemaliges Bauernhaus                |
| Riedern 56 (Standort)    | Guts- und Landhaus                   | Zweigeschossiger Flachsatteldachbau mit Laube, Giebellaube, Lüftlmalereien und verbretterter Nordwestseite, 1902 | D-1-82-134-60 | BW                                   |
| Riedern 58 (Standort)    | Bildstock                            | Tuffpfeiler mit Laternenaufsatz und bekrönendem Papstkreuz, 17. Jahrhundert | D-1-82-134-63 | Bildstock                            |
| Riedern 65 (Standort)    | Ehemaliger Einfirsthof               | Zweigeschossiger Flachsatteldach mit Kniestock, um 1840/50, Türe bezeichnet 1905 | D-1-82-134-61 | Ehemaliger Einfirsthof               |
| Riedern 67 (Standort)    | Ehemaliges Bauernhaus                | Flachsatteldachbau mit Blockbau-Obergeschoss und umlaufender Laube, 18. Jahrhundert, im 19. Jahrhundert Dach aufgesteilt | D-1-82-134-62 | Ehemaliges Bauernhaus                |

### Schaftlach
| Lage                                                  | Objekt                            | Beschreibung | Akten-Nr.     | Bild                  |
| ----------------------------------------------------- | --------------------------------- | --- | ------------- | --------------------- |
| Alex-Gugler-Straße 5; Alex-Gugler-Straße 7 (Standort) | Postamt                           | Zweigeschossiger Satteldachbau in modernem Heimatstil mit verschindelten Giebelfeldern, von Robert Vorhoelzer, bezeichnet 1925; Nebengebäude, südlicher Satteldachbau mit verschindelten Giebelfeldern und hakenförmig angebautem Walmdachtrakt, von Robert Vorhoelzer, 1925 | D-1-82-134-66 | weitere Bilder        |
| Alex-Gugler-Straße 27 (Standort)                      | Bauernhaus                        | Zweigeschossiger Flachsatteldachbau mit umlaufender Balusterlaube, Giebellaube, bemalten Balkenköpfen und Lüftlmalereien, bezeichnet 1926 | D-1-82-134-68 | weitere Bilder        |
| Alex-Gugler-Straße 33 (Standort)                      | Ehemaliges Bauernhaus             | Zweigeschossiger Flachsatteldachbau mit giebelseitigen Lauben, 2. Viertel 19. Jahrhundert | D-1-82-134-69 | Ehemaliges Bauernhaus |
| Alex-Gugler-Straße 35 (Standort)                      | Katholische Pfarrkirche Hl. Kreuz | Spätgotischer Saalbau mit dreiseitigem Chorschluss, von Alex Gugler, 1473–76, Sakristei-Umbau 1640, barocker Dachreiter 1683; mit Ausstattung | D-1-82-134-65 | weitere Bilder        |
| Alex-Gugler-Straße 52 (Standort)                      | Bauernhaus                        | Zweigeschossiger Flachsatteldachbau mit durchfenstertem Kniestock, giebelseitigen Lauben und bemalten Pfettenköpfen, um 1850/60 | D-1-82-134-70 | weitere Bilder        |
| Bürgermeister-Erl-Straße 3 (Standort)                 | Ehemaliges Bauernhaus             | Flachsatteldachbau mit Blockbau-Obergeschoss, umlaufender Laube und teilverschalter Giebellaube, 1. Hälfte 18. Jahrhundert, Dachaufbau und Laube um 1900. | D-1-82-134-71 | Ehemaliges Bauernhaus |

### Weitere Ortsteile
| Lage                                  | Objekt                                     | Beschreibung | Akten-Nr.     | Bild                                   |
| ------------------------------------- | ------------------------------------------ | --- | ------------- | -------------------------------------- |
| Anger Anger 1 (Standort)              | Wohnteil eines ehemaligen Bauernhauses     | Flachsatteldachbau mit Blockbau-Obergeschoss, umlaufender Laube und teilverschalter Giebellaube, bezeichnet 1789                                                                                 | D-1-82-134-20 | Wohnteil eines ehemaligen Bauernhauses |
| Georgenried Georgenried 3 (Standort)  | Katholische Filialkirche Sankt Georg       | Spätgotischer Saalbau mit dreiseitigem Chor und Dachreiter, von 1528; mit Ausstattung (Zur Geschichte der Kirche)                                                                                | D-1-82-134-25 | weitere Bilder                         |
| Kammerloh Kammerloh 2 (Standort)      | Gutshof                                    | Stattliche Einfirstanlage mit Flachsatteldach und villenartigem Wohnteil im Heimatstil, mit Eckerkern, umlaufender Laube, teilverschalter Giebellaube und Lüftlmalereien, erbaut 1924–29         | D-1-82-134-33 | Gutshof                                |
| Kammerloh Kammerloh 3 (Standort)      | Bauernhaus                                 | Zweigeschossiger Flachsatteldachbau mit giebelseitigen Lauben, Mitte 19. Jahrhundert; | D-1-82-134-34 | weitere Bilder                         |
| Kammerloh Kammerloh 3 (Standort)      | Scheune                                    | Flachsatteldach-Stadel mit eingebautem Getreidekasten, 17./18. Jahrhundert | D-1-82-134-34 | Scheune                                |
| Keilsried Keilsried 3 (Standort)      | Bauernhaus                                 | Flachsatteldachbau mit Blockbau-Obergeschoss, umlaufender Laube und teilverschalter Giebellaube, Mitte 17. Jahrhundert (Haus wurde erneuert)                                                     | D-1-82-134-35 | BW                                     |
| Keilsried Keilsried 8 (Standort)      | Ehemaliges Kleinbauernhaus                 | Flachsatteldachbau mit verputztem Blockbau-Obergeschoss, umlaufender Laube und teilverschalter Giebellaube, letztes Viertel 18. Jahrhundert                                                      | D-1-82-134-36 | Ehemaliges Kleinbauernhaus             |
| Krottenthal In Krottenthal (Standort) | Ortskapelle Sankt Magnus                   | Kleiner Satteldachbau, 19. Jahrhundert; mit Ausstattung | D-1-82-134-37 | weitere Bilder                         |
| Krottenthal Krottenthal 8 (Standort)  | Bauernhaus                                 | Flachsatteldachbau mit Blockbau-Obergeschoss, umlaufender Laube und teilverschalter Giebellaube, bezeichnet 1797, Dach modern aufgesteilt                                                        | D-1-82-134-38 | Bauernhaus                             |
| Marienstein Kirchenweg 1 (Standort)   | Katholische Filialkirche Mariä Himmelfahrt | Schlichter Saalbau mit eingezogenem Chor und nordöstlichem Turm, erbaut 1927; mit Ausstattung | D-1-82-134-39 | weitere Bilder                         |
| Point Point 10 (Standort)             | Ehemaliges Bauernhaus                      | Flachsatteldachbau mit Blockbau-Obergeschoss, zweiseitig umlaufender Laube und teilverschalter Giebellaube, 2. Hälfte 18. Jahrhundert, Dach modern aufgesteilt, Wirtschaftsteil modern ausgebaut | D-1-82-134-47 | Ehemaliges Bauernhaus                  |
| Raßhof Raßhof 1, 2 (Standort)         | Getreidekasten                             | in Flachsatteldachstadel eingestellter Blockbau-Kasten über massivem Erdgeschoss, 18. Jahrhundert                                                                                                | D-1-82-134-48 | BW                                     |
| Urschenthal Urschenthal 2 (Standort)  | Hof- und Wegkapelle                        | Kleiner Satteldachbau, 1. Hälfte 19. Jahrhundert; mit Ausstattung | D-1-82-134-74 | Hof- und Wegkapelle                    |

## Ehemalige Baudenkmäler
In diesem Abschnitt sind Objekte aufgeführt, die früher einmal in der Denkmalliste eingetragen waren, jetzt aber nicht mehr. Objekte, die in anderem Zusammenhang – also z. B. als Teil eines Baudenkmals – weiter eingetragen sind, sollen hier nicht aufgeführt werden. Aktennummern in diesem Abschnitt sind ehemalige, jetzt nicht mehr gültige Aktennummern.

| Lage                          | Objekt     | Beschreibung | Akten-Nr.     | Bild |
| ----------------------------- | ---------- | --- | ------------- | ---- |
| Riedern Riedern 11 (Standort) | Bauernhaus | Flachsatteldachbau mit Blockbau-Obergeschoss, umlaufender Laube und teilverschalter Giebellaube, letztes Viertel 18. Jahrhundert, Dach modern aufgesteilt | D-1-82-134-53 | BW   |

## Abgegangene Baudenkmäler
In diesem Abschnitt sind Objekte aufgeführt, die früher einmal in der Denkmalliste eingetragen waren, jetzt aber nicht mehr existieren, z. B. weil sie abgebrochen wurden. Aktennummern in diesem Abschnitt sind ehemalige, jetzt nicht mehr gültige Aktennummern.

| Lage                                | Objekt  | Beschreibung                                                                | Akten-Nr.     | Bild |
| ----------------------------------- | ------- | --------------------------------------------------------------------------- | ------------- | ---- |
| Schaftlach Alex-Gugler-Straße 36 () | Moarhof | Bauernhaus mit Front- und Giebellaube, bemalten Balkenköpfen, um 1850/1860. | D-1-82-134-53 |      |